# Chamaeza campanisona
Chamaeza campanisona là một loài chim trong họ Formicariidae.